# Ælfgifu di Northampton
Ælfgifu di Northampton (990 circa – dopo il 1040) è stata una nobildonna anglosassone che divenne la prima moglie di re Canuto d'Inghilterra e Danimarca, nonché madre di re Aroldo I d'Inghilterra (1035-1040); fu reggente di Norvegia dal 1030 al 1035.
Non deve essere confusa con la sua antagonista, Emma di Normandia, il cui nome, in antico inglese, può essere trasposto come Ælfgifu, o con la prima moglie di re Etelredo II, che sembra avesse lo stesso nome.

## Famiglia natale
Indipendentemente dalle successive diffamazioni politiche, sembra piuttosto certo che Ælfgifu fosse nata in un'importante famiglia nobile delle Midlands, corrispondente all'antico Regno di Mercia. Essa era una figlia di Ælfhelm, Ealdorman (conte) della Northumbria meridionale, che venne ucciso nell'anno 1006; Giovanni di Worcester chiama la moglie di Ælfhelm con il nome di Wulfrun, ma è possibile che egli si sia confuso con la Wulfrun che era madre dell'Ealdorman e patrona della comunità di Wolverhampton. Altra figura degna di nota appartenente alla famiglia di Ælfgifu fu lo zio paterno Wulfric Spot, ricco nobiluomo e patrono dell'abbazia di Burton. Il cognome di Northampton le venne attribuito nel manoscritto D della Cronaca anglosassone, per distinguerla da Emma di Normandia, e conseguentemente venne ripreso dagli storici successivi, come Giovanni di Worcester; verosimilmente questo indica che essa era una grande proprietaria terriera della zona di Northampton.
La data di nascita di Ælfgifu è sconosciuta; tutte le congetture sono basate sull'anno di morte del padre, il 1006, la data approssimativa del fidanzamento con Canuto (1013-1016) e il periodo in cui gli diede dei figli, le cui nascite sono esse stesse di difficile datazione. Senza volere essere troppo precisi, si può affermare con relativa certezza che essa nacque tra la metà degli anni 980 e la metà degli anni 990.

## Matrimonio con Canuto
Nel tardo 1013 re Etelredo II d'Inghilterra fuggì in Normandia a seguito di un'invasione della Gran Bretagna da parte di Swein Barbaforcuta, re di Danimarca; Swein venne accettato come re, ma egli morì nel febbraio 1014, dopo un regno durato solamente cinque settimane. Etelredo venne quindi richiamato in patria, ma nel 1016 il figlio di Swein, Canuto il Grande, ritornò per divenire re d'Inghilterra. In una data non precisata tra il 1013 ed il 1016 Canuto sposò Ælfgifu di Northampton; la grande rilevanza politica di quest'unione matrimoniale probabilmente risiedeva nelle aspettative dei Danesi di consolidare il proprio potere grazie all'alleanza così stabilita con un'importante famiglia merciana.
Ælfgifu diede due figli maschi al marito, Svein e Aroldo, così chiamati in onore del padre e del nonno di Canuto; essi diventarono due figure molto importanti all'interno dell'impero che il padre fu in grado di costituire nell'Europa settentrionale, benché questa loro affermazione non fu senza opposizioni. Dopo la sua conquista dell'Inghilterra del 1016, Canuto sposò Emma di Normandia, la vedova di re Etelredo; i figli di lei, Edoardo e Ælfred da Etelredo e Canuto l'Ardito da Canuto, avanzarono le loro pretese sul trono di Canuto il Grande. Non esistono testimonianze di come il secondo matrimonio del Re abbia influenzato lo status di Ælfgifu, ma d'altronde non ci sono prove che suggeriscano che essa sia stata ripudiata.

## Reggenza in Norvegia
Nel 1030 Canuto inviò la moglie Ælfgifu assieme al figlio maggiore Svein a governare la Norvegia; esercitarono il potere in maniera così dura che il popolo norvegese si ribellò contro di essi. Vennero scacciati nel 1034 o 1035 e Svein morì in Danimarca poco tempo dopo, probabilmente nel 1036, a causa di alcune ferite riportate negli scontri. In Norvegia, dove essa era chiamata Álfífa in antico norvegese, questo periodo della storia venne conosciuto come "Era di Álfífa" (Álfífuǫld): Ælfgifu venne infatti ricordata per il suo duro governo e la pesante tassazione.
Nell'Ágrip af Nóregskonungasögum, a titolo di esempio, i seguenti versi sono attribuiti ad un contemporaneo di Ælfgifu, lo scaldo Sigvatr:
(Sigvatr Þórðarson, Ágrip af Nóregskonungasögum)

## Crisi di successione alla morte di Canuto
Canuto morì a Shaftesbury nel 1035; Simeone di Durham e Adamo da Brema ritenevano che il Monarca avesse riservato il trono inglese per Aroldo, ma l'Encomium Emmae Reginae sostiene che egli invece lo avesse affidato a Canuto l'Ardito. In ogni caso, alla morte di Canuto il Grande, Ælfgifu era determinata a fare in modo che il figlio secondogenito, Aroldo, diventasse il prossimo re d'Inghilterra; nel 1036 essa aveva fatto ritorno in Gran Bretagna, mentre il figlio di Emma di Normandia, Canuto l'Ardito, era in Danimarca, a combattere contro il re norvegese Magnus I e gli svedesi, guidati da re Anund Jacob; gli altri figli di Emma, Ælfred ed Edoardo, erano invece in Normandia. Grazie all'aiuto dei suoi sostenitori, Ælfgifu fu quindi in grado di assicurare la successione al trono inglese per il proprio figlio Aroldo; nella visione di Frank Stenton, essa fu probabilmente la vera governante d'Inghilterra per buona parte, se non tutto, il regno del figlio.
La Cronaca anglosassone (versioni C, D ed E) descrivono il modo con cui Aroldo ed i suoi uomini avanzarono, con la violenza, le loro pretese sul tesore conservato a Winchester, dove Canuto era stato sepolto e la moglie Emma aveva stabilito la propria residenza.
(Cronaca anglosassone, manoscritto C, traduzione di M. Swanton)
(Cronaca anglosassone, manoscritto D, traduzione di M. Swanton)
Il manoscritto E, noto per le sue simpatie a favore di Godwin, conte di Wessex, aggiunge numerosi dettagli, tra cui quelli relativi all'assemblea tenutasi ad Oxford nel 1037 durante la quale Aroldo venne eletto re d'Inghilterra e alla ricerca di supporti a Nord del Tamigi, dove era concentrato il potere della famiglia di Ælfgifu.
(Cronaca anglosassone, manoscritto E, traduzione di M. Swanton)
Che Ælfgifu fosse un'importante figura in queste macchinazioni politiche risulta anche da alcuni messaggi che raggiunsero la corte tedesca. Immo, un cappellano e canonico della cattedrale presso la corte di Worms, riferì al vescovo di Worms che messaggeri anglosassoni (legati Anglorum) sarebbero arrivati a Worms per informare Gunilde, figlia di Canuto ed Emma, sugli ultimi sviluppi.
(Lettera di Immo al vescovo Azeko di Worms)
Sfortunatamente la maggior parte delle fonti disponibili sono di parte, in favore di Emma di Normandia e dei suoi figli. Mentre nelle precedenti lettere, che difficilmente potrebbero essere definite neutrali, Ælfgifu era accusata di utilizzare inganni, feste sontuose e corruzione per ottenere supporti, gli encomi di Emma attribuiscono alla sua rivale metodi ancora più disonesti. Oltre a pretendere che Aroldo fosse stato accettato unicamente come reggente temporaneo, questi scritti rendono Ælfgifu una complice dell'omicidio di Ælfred Ætheling, suggerendo che essa fosse responsabile di aver inviato in Normandia una falsa lettera per invitare Ælfred in Inghilterra.
Un altro modo in cui venne messa in discussione la legittimazione della successione al trono di Aroldo fu di concentrare sulla sua parentela e quella dei fratelli:
- Cronaca anglosassone: la pretesa di Aroldo di essere figlio di Canuto il Grande ed Ælfgifu è ritenuta infondata o semplicemente negata;
- Encomium Emmae Reginae: afferma che Aroldo fosse in realtà il figlio segreto di un servitore;
- Giovanni di Worcester: riporta racconti nei quali il padre di Svein e Aroldo erano rispettivamente un prete ed un calzolaio;
- Adamo da Brema: afferma che Svein e Aroldo erano figli di Canuto e di una concubina (ma che in ogni caso Canuto aveva riservato l'Inghilterra per Canuto e la Danimarca per Canuto l'Ardito).[7]

## Morte
Ælfgifu scomparve dalla storia dopo la morte del figlio Aroldo nel 1040 e la successiva incoronazione di Canuto l'Ardito, erede legittimo di Canuto e già Re di Danimarca. La sua data di morte non è conosciuta.

## Antenati
| Aroldo Denteazzurro    | Aroldo Denteazzurro    | Aroldo Denteazzurro    | Aroldo Denteazzurro    | Aroldo Denteazzurro    | Aroldo Denteazzurro    |         |         |                   |                   | Mieszko I         | Mieszko I         | Mieszko I         | Mieszko I         | Mieszko I | Mieszko I |                      |                      | Dubrawka             | Dubrawka             | Dubrawka                                      | Dubrawka                                      | Dubrawka                                      | Dubrawka                                      |                                               |                                               | Guglielmo I di Normandia | Guglielmo I di Normandia | Guglielmo I di Normandia | Guglielmo I di Normandia | Guglielmo I di Normandia | Guglielmo I di Normandia |                         |                         | Sprota                  | Sprota                  | Sprota                  | Sprota                  | Sprota             | Sprota             |                    |                    |                    |                    |                  |                  |               |               |               |               |                   |                   |                   |                   |                            |                            |                            |                            |                            |                            |                        |                        |                        |                        |         |         |         |         |
| Aroldo Denteazzurro    | Aroldo Denteazzurro    | Aroldo Denteazzurro    | Aroldo Denteazzurro    | Aroldo Denteazzurro    | Aroldo Denteazzurro    |         |         |                   |                   | Mieszko I         | Mieszko I         | Mieszko I         | Mieszko I         | Mieszko I | Mieszko I |                      |                      | Dubrawka             | Dubrawka             | Dubrawka                                      | Dubrawka                                      | Dubrawka                                      | Dubrawka                                      |                                               |                                               | Guglielmo I di Normandia | Guglielmo I di Normandia | Guglielmo I di Normandia | Guglielmo I di Normandia | Guglielmo I di Normandia | Guglielmo I di Normandia |                         |                         | Sprota                  | Sprota                  | Sprota                  | Sprota                  | Sprota             | Sprota             |                    |                    |                    |                    |                  |                  |               |               |               |               |                   |                   |                   |                   |                            |                            |                            |                            |                            |                            |                        |                        |                        |                        |         |         |         |         |
|                        |                        |                        |                        |                        |                        |         |         |                   |                   |                   |                   |                   |                   |           |           |                      |                      |                      |                      |                                               |                                               |                                               |                                               |                                               |                                               |                          |                          |                          |                          |                          |                          |                         |                         |                         |                         |                         |                         |                    |                    |                    |                    |                    |                    |                  |                  |               |               |               |               |                   |                   |                   |                   |                            |                            |                            |                            |                            |                            |                        |                        |                        |                        |         |         |         |         |
|                        |                        |                        |                        |                        |                        |         |         |                   |                   |                   |                   |                   |                   |           |           |                      |                      |                      |                      |                                               |                                               |                                               |                                               |                                               |                                               |                          |                          |                          |                          |                          |                          |                         |                         |                         |                         |                         |                         |                    |                    |                    |                    |                    |                    |                  |                  |               |               |               |               |                   |                   |                   |                   |                            |                            |                            |                            |                            |                            |                        |                        |                        |                        |         |         |         |         |
|                        |                        | Sweyn I                | Sweyn I                | Sweyn I                | Sweyn I                | Sweyn I | Sweyn I |                   |                   | Sigrid            | Sigrid            | Sigrid            | Sigrid            | Sigrid    | Sigrid    |                      |                      |                      |                      |                                               |                                               | Gunnora                                       | Gunnora                                       | Gunnora                                       | Gunnora                                       | Gunnora                  | Gunnora                  |                          |                          | Riccardo                 | Riccardo                 | Riccardo                | Riccardo                | Riccardo                | Riccardo                |                         |                         |                    |                    |                    |                    |                    |                    |                  |                  |               |               |               |               |                   |                   |                   |                   |                            |                            |                            |                            |                            |                            |                        |                        |                        |                        |         |         |         |         |
|                        |                        | Sweyn I                | Sweyn I                | Sweyn I                | Sweyn I                | Sweyn I | Sweyn I |                   |                   | Sigrid            | Sigrid            | Sigrid            | Sigrid            | Sigrid    | Sigrid    |                      |                      |                      |                      |                                               |                                               | Gunnora                                       | Gunnora                                       | Gunnora                                       | Gunnora                                       | Gunnora                  | Gunnora                  |                          |                          | Riccardo                 | Riccardo                 | Riccardo                | Riccardo                | Riccardo                | Riccardo                |                         |                         |                    |                    |                    |                    |                    |                    |                  |                  |               |               |               |               |                   |                   |                   |                   |                            |                            |                            |                            |                            |                            |                        |                        |                        |                        |         |         |         |         |
|                        |                        |                        |                        |                        |                        |         |         |                   |                   |                   |                   |                   |                   |           |           |                      |                      |                      |                      |                                               |                                               |                                               |                                               |                                               |                                               |                          |                          |                          |                          |                          |                          |                         |                         |                         |                         |                         |                         |                    |                    |                    |                    |                    |                    |                  |                  |               |               |               |               |                   |                   |                   |                   |                            |                            |                            |                            |                            |                            |                        |                        |                        |                        |         |         |         |         |
|                        |                        |                        |                        |                        |                        |         |         |                   |                   |                   |                   |                   |                   |           |           |                      |                      |                      |                      |                                               |                                               |                                               |                                               |                                               |                                               |                          |                          |                          |                          |                          |                          |                         |                         |                         |                         |                         |                         |                    |                    |                    |                    |                    |                    |                  |                  |               |               |               |               |                   |                   |                   |                   |                            |                            |                            |                            |                            |                            |                        |                        |                        |                        |         |         |         |         |
| Ælfgifu di Northampton | Ælfgifu di Northampton | Ælfgifu di Northampton | Ælfgifu di Northampton | Ælfgifu di Northampton | Ælfgifu di Northampton |         |         | Canuto I          | Canuto I          | Canuto I          | Canuto I          | Canuto I          | Canuto I          |           |           | Emma di Normandia    | Emma di Normandia    | Emma di Normandia    | Emma di Normandia    | Emma di Normandia                             | Emma di Normandia                             |                                               |                                               | Etelredo II                                   | Etelredo II                                   | Etelredo II              | Etelredo II              | Etelredo II              | Etelredo II              |                          |                          | Ælfflaed (prima moglie) | Ælfflaed (prima moglie) | Ælfflaed (prima moglie) | Ælfflaed (prima moglie) | Ælfflaed (prima moglie) | Ælfflaed (prima moglie) |                    |                    |                    |                    |                    |                    | Riccardo II      | Riccardo II      | Riccardo II   | Riccardo II   | Riccardo II   | Riccardo II   |                   |                   | Giuditta          | Giuditta          | Giuditta                   | Giuditta                   | Giuditta                   | Giuditta                   |                            |                            |                        |                        |                        |                        |         |         |         |         |
| Ælfgifu di Northampton | Ælfgifu di Northampton | Ælfgifu di Northampton | Ælfgifu di Northampton | Ælfgifu di Northampton | Ælfgifu di Northampton |         |         | Canuto I          | Canuto I          | Canuto I          | Canuto I          | Canuto I          | Canuto I          |           |           | Emma di Normandia    | Emma di Normandia    | Emma di Normandia    | Emma di Normandia    | Emma di Normandia                             | Emma di Normandia                             |                                               |                                               | Etelredo II                                   | Etelredo II                                   | Etelredo II              | Etelredo II              | Etelredo II              | Etelredo II              |                          |                          | Ælfflaed (prima moglie) | Ælfflaed (prima moglie) | Ælfflaed (prima moglie) | Ælfflaed (prima moglie) | Ælfflaed (prima moglie) | Ælfflaed (prima moglie) |                    |                    |                    |                    |                    |                    | Riccardo II      | Riccardo II      | Riccardo II   | Riccardo II   | Riccardo II   | Riccardo II   |                   |                   | Giuditta          | Giuditta          | Giuditta                   | Giuditta                   | Giuditta                   | Giuditta                   |                            |                            |                        |                        |                        |                        |         |         |         |         |
|                        |                        |                        |                        |                        |                        |         |         |                   |                   |                   |                   |                   |                   |           |           |                      |                      |                      |                      |                                               |                                               |                                               |                                               |                                               |                                               |                          |                          |                          |                          |                          |                          |                         |                         |                         |                         |                         |                         |                    |                    |                    |                    |                    |                    |                  |                  |               |               |               |               |                   |                   |                   |                   |                            |                            |                            |                            |                            |                            |                        |                        |                        |                        |         |         |         |         |
|                        |                        |                        |                        |                        |                        |         |         |                   |                   |                   |                   |                   |                   |           |           |                      |                      |                      |                      |                                               |                                               |                                               |                                               |                                               |                                               |                          |                          |                          |                          |                          |                          |                         |                         |                         |                         |                         |                         |                    |                    |                    |                    |                    |                    |                  |                  |               |               |               |               |                   |                   |                   |                   |                            |                            |                            |                            |                            |                            |                        |                        |                        |                        |         |         |         |         |
| Svein di Norvegia      | Svein di Norvegia      | Svein di Norvegia      | Svein di Norvegia      | Svein di Norvegia      | Svein di Norvegia      |         |         | Harold Harefoot   | Harold Harefoot   | Harold Harefoot   | Harold Harefoot   | Harold Harefoot   | Harold Harefoot   |           |           | Gunilde di Danimarca | Gunilde di Danimarca | Gunilde di Danimarca | Gunilde di Danimarca | Gunilde di Danimarca                          | Gunilde di Danimarca                          |                                               |                                               | Alfred Aetheling                              | Alfred Aetheling                              | Alfred Aetheling         | Alfred Aetheling         | Alfred Aetheling         | Alfred Aetheling         |                          |                          | Edmondo II              | Edmondo II              | Edmondo II              | Edmondo II              | Edmondo II              | Edmondo II              |                    |                    | Ealdgyth           | Ealdgyth           | Ealdgyth           | Ealdgyth           | Ealdgyth         | Ealdgyth         |               |               | Robert I      | Robert I      | Robert I          | Robert I          | Robert I          | Robert I          |                            |                            | Herleva                    | Herleva                    | Herleva                    | Herleva                    | Herleva                | Herleva                |                        |                        |         |         |         |         |
| Svein di Norvegia      | Svein di Norvegia      | Svein di Norvegia      | Svein di Norvegia      | Svein di Norvegia      | Svein di Norvegia      |         |         | Harold Harefoot   | Harold Harefoot   | Harold Harefoot   | Harold Harefoot   | Harold Harefoot   | Harold Harefoot   |           |           | Gunilde di Danimarca | Gunilde di Danimarca | Gunilde di Danimarca | Gunilde di Danimarca | Gunilde di Danimarca                          | Gunilde di Danimarca                          |                                               |                                               | Alfred Aetheling                              | Alfred Aetheling                              | Alfred Aetheling         | Alfred Aetheling         | Alfred Aetheling         | Alfred Aetheling         |                          |                          | Edmondo II              | Edmondo II              | Edmondo II              | Edmondo II              | Edmondo II              | Edmondo II              |                    |                    | Ealdgyth           | Ealdgyth           | Ealdgyth           | Ealdgyth           | Ealdgyth         | Ealdgyth         |               |               | Robert I      | Robert I      | Robert I          | Robert I          | Robert I          | Robert I          |                            |                            | Herleva                    | Herleva                    | Herleva                    | Herleva                    | Herleva                | Herleva                |                        |                        |         |         |         |         |
|                        |                        |                        |                        |                        |                        |         |         |                   |                   |                   |                   |                   |                   |           |           |                      |                      |                      |                      |                                               |                                               |                                               |                                               |                                               |                                               |                          |                          |                          |                          |                          |                          |                         |                         |                         |                         |                         |                         |                    |                    |                    |                    |                    |                    |                  |                  |               |               |               |               |                   |                   |                   |                   |                            |                            |                            |                            |                            |                            |                        |                        |                        |                        |         |         |         |         |
|                        |                        |                        |                        |                        |                        |         |         |                   |                   |                   |                   |                   |                   |           |           |                      |                      |                      |                      |                                               |                                               |                                               |                                               |                                               |                                               |                          |                          |                          |                          |                          |                          |                         |                         |                         |                         |                         |                         |                    |                    |                    |                    |                    |                    |                  |                  |               |               |               |               |                   |                   |                   |                   |                            |                            |                            |                            |                            |                            |                        |                        |                        |                        |         |         |         |         |
| Gytha Thorkelsdaettir  | Gytha Thorkelsdaettir  | Gytha Thorkelsdaettir  | Gytha Thorkelsdaettir  | Gytha Thorkelsdaettir  | Gytha Thorkelsdaettir  |         |         | Godwin del Wessex | Godwin del Wessex | Godwin del Wessex | Godwin del Wessex | Godwin del Wessex | Godwin del Wessex |           |           | Canuto II            | Canuto II            | Canuto II            | Canuto II            | Canuto II                                     | Canuto II                                     |                                               |                                               |                                               |                                               |                          |                          |                          |                          |                          |                          |                         |                         |                         |                         |                         |                         | Edoardo l'esiliato | Edoardo l'esiliato | Edoardo l'esiliato | Edoardo l'esiliato | Edoardo l'esiliato | Edoardo l'esiliato |                  |                  | Agata di Kiev | Agata di Kiev | Agata di Kiev | Agata di Kiev | Agata di Kiev     | Agata di Kiev     |                   |                   | Guglielmo il Conquistatore | Guglielmo il Conquistatore | Guglielmo il Conquistatore | Guglielmo il Conquistatore | Guglielmo il Conquistatore | Guglielmo il Conquistatore |                        |                        | Matilde                | Matilde                | Matilde | Matilde | Matilde | Matilde |
| Gytha Thorkelsdaettir  | Gytha Thorkelsdaettir  | Gytha Thorkelsdaettir  | Gytha Thorkelsdaettir  | Gytha Thorkelsdaettir  | Gytha Thorkelsdaettir  |         |         | Godwin del Wessex | Godwin del Wessex | Godwin del Wessex | Godwin del Wessex | Godwin del Wessex | Godwin del Wessex |           |           | Canuto II            | Canuto II            | Canuto II            | Canuto II            | Canuto II                                     | Canuto II                                     |                                               |                                               |                                               |                                               |                          |                          |                          |                          |                          |                          |                         |                         |                         |                         |                         |                         | Edoardo l'esiliato | Edoardo l'esiliato | Edoardo l'esiliato | Edoardo l'esiliato | Edoardo l'esiliato | Edoardo l'esiliato |                  |                  | Agata di Kiev | Agata di Kiev | Agata di Kiev | Agata di Kiev | Agata di Kiev     | Agata di Kiev     |                   |                   | Guglielmo il Conquistatore | Guglielmo il Conquistatore | Guglielmo il Conquistatore | Guglielmo il Conquistatore | Guglielmo il Conquistatore | Guglielmo il Conquistatore |                        |                        | Matilde                | Matilde                | Matilde | Matilde | Matilde | Matilde |
|                        |                        |                        |                        |                        |                        |         |         |                   |                   |                   |                   |                   |                   |           |           |                      |                      |                      |                      |                                               |                                               |                                               |                                               |                                               |                                               |                          |                          |                          |                          |                          |                          |                         |                         |                         |                         |                         |                         |                    |                    |                    |                    |                    |                    |                  |                  |               |               |               |               |                   |                   |                   |                   |                            |                            |                            |                            |                            |                            |                        |                        |                        |                        |         |         |         |         |
|                        |                        |                        |                        |                        |                        |         |         |                   |                   |                   |                   |                   |                   |           |           |                      |                      |                      |                      |                                               |                                               |                                               |                                               |                                               |                                               |                          |                          |                          |                          |                          |                          |                         |                         |                         |                         |                         |                         |                    |                    |                    |                    |                    |                    |                  |                  |               |               |               |               |                   |                   |                   |                   |                            |                            |                            |                            |                            |                            |                        |                        |                        |                        |         |         |         |         |
| Sweyn                  | Sweyn                  | Sweyn                  | Sweyn                  | Sweyn                  | Sweyn                  |         |         | Aroldo II         | Aroldo II         | Aroldo II         | Aroldo II         | Aroldo II         | Aroldo II         |           |           | Tostig del Wessex    | Tostig del Wessex    | Tostig del Wessex    | Tostig del Wessex    | Tostig del Wessex                             | Tostig del Wessex                             |                                               |                                               | Edith del Wessex                              | Edith del Wessex                              | Edith del Wessex         | Edith del Wessex         | Edith del Wessex         | Edith del Wessex         |                          |                          | Edoardo il Confessore   | Edoardo il Confessore   | Edoardo il Confessore   | Edoardo il Confessore   | Edoardo il Confessore   | Edoardo il Confessore   |                    |                    | Edgardo Atheling   | Edgardo Atheling   | Edgardo Atheling   | Edgardo Atheling   | Edgardo Atheling | Edgardo Atheling |               |               |               |               |                   |                   |                   |                   | Cristina                   | Cristina                   | Cristina                   | Cristina                   | Cristina                   | Cristina                   |                        |                        |                        |                        |         |         |         |         |
| Sweyn                  | Sweyn                  | Sweyn                  | Sweyn                  | Sweyn                  | Sweyn                  |         |         | Aroldo II         | Aroldo II         | Aroldo II         | Aroldo II         | Aroldo II         | Aroldo II         |           |           | Tostig del Wessex    | Tostig del Wessex    | Tostig del Wessex    | Tostig del Wessex    | Tostig del Wessex                             | Tostig del Wessex                             |                                               |                                               | Edith del Wessex                              | Edith del Wessex                              | Edith del Wessex         | Edith del Wessex         | Edith del Wessex         | Edith del Wessex         |                          |                          | Edoardo il Confessore   | Edoardo il Confessore   | Edoardo il Confessore   | Edoardo il Confessore   | Edoardo il Confessore   | Edoardo il Confessore   |                    |                    | Edgardo Atheling   | Edgardo Atheling   | Edgardo Atheling   | Edgardo Atheling   | Edgardo Atheling | Edgardo Atheling |               |               |               |               |                   |                   |                   |                   | Cristina                   | Cristina                   | Cristina                   | Cristina                   | Cristina                   | Cristina                   |                        |                        |                        |                        |         |         |         |         |
|                        |                        |                        |                        |                        |                        |         |         |                   |                   |                   |                   |                   |                   |           |           |                      |                      |                      |                      |                                               |                                               |                                               |                                               |                                               |                                               |                          |                          |                          |                          |                          |                          |                         |                         |                         |                         |                         |                         |                    |                    |                    |                    |                    |                    |                  |                  |               |               |               |               |                   |                   |                   |                   |                            |                            |                            |                            |                            |                            |                        |                        |                        |                        |         |         |         |         |
|                        |                        |                        |                        |                        |                        |         |         |                   |                   |                   |                   |                   |                   |           |           |                      |                      |                      |                      | Gyrth, Gunhilda, Ælfgifu, Leofwine & Wulfnoth | Gyrth, Gunhilda, Ælfgifu, Leofwine & Wulfnoth | Gyrth, Gunhilda, Ælfgifu, Leofwine & Wulfnoth | Gyrth, Gunhilda, Ælfgifu, Leofwine & Wulfnoth | Gyrth, Gunhilda, Ælfgifu, Leofwine & Wulfnoth | Gyrth, Gunhilda, Ælfgifu, Leofwine & Wulfnoth |                          |                          |                          |                          |                          |                          |                         |                         |                         |                         |                         |                         | Malcolm III        | Malcolm III        | Malcolm III        | Malcolm III        | Malcolm III        | Malcolm III        |                  |                  | Margherita    | Margherita    | Margherita    | Margherita    | Margherita        | Margherita        |                   |                   |                            |                            |                            |                            |                            |                            |                        |                        |                        |                        |         |         |         |         |
|                        |                        |                        |                        |                        |                        |         |         |                   |                   |                   |                   |                   |                   |           |           |                      |                      |                      |                      | Gyrth, Gunhilda, Ælfgifu, Leofwine & Wulfnoth | Gyrth, Gunhilda, Ælfgifu, Leofwine & Wulfnoth | Gyrth, Gunhilda, Ælfgifu, Leofwine & Wulfnoth | Gyrth, Gunhilda, Ælfgifu, Leofwine & Wulfnoth | Gyrth, Gunhilda, Ælfgifu, Leofwine & Wulfnoth | Gyrth, Gunhilda, Ælfgifu, Leofwine & Wulfnoth |                          |                          |                          |                          |                          |                          |                         |                         |                         |                         |                         |                         | Malcolm III        | Malcolm III        | Malcolm III        | Malcolm III        | Malcolm III        | Malcolm III        |                  |                  | Margherita    | Margherita    | Margherita    | Margherita    | Margherita        | Margherita        |                   |                   |                            |                            |                            |                            |                            |                            |                        |                        |                        |                        |         |         |         |         |
|                        |                        |                        |                        |                        |                        |         |         |                   |                   |                   |                   |                   |                   |           |           |                      |                      |                      |                      |                                               |                                               |                                               |                                               |                                               |                                               |                          |                          |                          |                          |                          |                          |                         |                         |                         |                         |                         |                         |                    |                    |                    |                    |                    |                    |                  |                  |               |               |               |               |                   |                   |                   |                   |                            |                            |                            |                            |                            |                            |                        |                        |                        |                        |         |         |         |         |
|                        |                        |                        |                        |                        |                        |         |         |                   |                   |                   |                   |                   |                   |           |           |                      |                      |                      |                      |                                               |                                               |                                               |                                               |                                               |                                               |                          |                          |                          |                          |                          |                          |                         |                         |                         |                         |                         |                         |                    |                    |                    |                    |                    |                    |                  |                  |               |               |               |               |                   |                   |                   |                   |                            |                            |                            |                            |                            |                            |                        |                        |                        |                        |         |         |         |         |
|                        |                        |                        |                        |                        |                        |         |         |                   |                   |                   |                   |                   |                   |           |           |                      |                      |                      |                      |                                               |                                               |                                               |                                               |                                               |                                               |                          |                          |                          |                          |                          |                          |                         |                         |                         |                         |                         |                         |                    |                    |                    |                    | Altri figli        | Altri figli        | Altri figli      | Altri figli      | Altri figli   | Altri figli   |               |               | Matilde di Scozia | Matilde di Scozia | Matilde di Scozia | Matilde di Scozia | Matilde di Scozia          | Matilde di Scozia          |                            |                            | Enrico I d'Inghilterra     | Enrico I d'Inghilterra     | Enrico I d'Inghilterra | Enrico I d'Inghilterra | Enrico I d'Inghilterra | Enrico I d'Inghilterra |         |         |         |         |
|                        |                        |                        |                        |                        |                        |         |         |                   |                   |                   |                   |                   |                   |           |           |                      |                      |                      |                      |                                               |                                               |                                               |                                               |                                               |                                               |                          |                          |                          |                          |                          |                          |                         |                         |                         |                         |                         |                         |                    |                    |                    |                    | Altri figli        | Altri figli        | Altri figli      | Altri figli      | Altri figli   | Altri figli   |               |               | Matilde di Scozia | Matilde di Scozia | Matilde di Scozia | Matilde di Scozia | Matilde di Scozia          | Matilde di Scozia          |                            |                            | Enrico I d'Inghilterra     | Enrico I d'Inghilterra     | Enrico I d'Inghilterra | Enrico I d'Inghilterra | Enrico I d'Inghilterra | Enrico I d'Inghilterra |         |         |         |         |

### Fonti primarie
- Cronaca anglosassone, manoscritti C, D ed E; edizione: D. Dumville e S. Keynes, The Anglo-Saxon Chronicle. A Colloborative Edition, Cambridge, 1983; traduzione: M.J. Swanton, The Anglo-Saxon Chronicles. 2nd ed, London, 2000
- Encomium Emmae Reginae; edizione e traduzione: Alistair Campbell, Encomium Emmae Reginae, Cambridge, 1998
- Lettera di Immo, cappellano alla corte di Worms, al vescovo Azeko di Worms, conservata nel manoscritto Lorsch del Codex Palatinus Latinus 930 (Biblioteca Apostolica Vaticana); edizione: W. Bulst, Die ältere Wormser Briefsammlung. MGH Epistolae. Die Briefe der deutschen Kaiserzeit 3, Weimar, 1949, pp. 20–22
- Guglielmo di Malmesbury, Gesta regum Anglorum; edizione e traduzione: R.A.B. Mynors, R. M. Thomson e M. Winterbottom, William of Malmesbury. Gesta Regum Anglorum. The History of the English Kings, volume 1, Oxford, 1998
- Simeone di Durham; edizione: T. Arnold, Symeonis Monachi Opera Omnia, 2 volumi, London, 1885
- Giovanni di Worcester, Chronicle (of Chronicles); edizione: Benjamin Thorpe, Florentii Wigorniensis monachi chronicon ex chronicis, 2 volumi, London, 1848–9
- Ágrip af Nóregskonungasögum, capitoli 27, 32 e 35; edizione e traduzione: M.J. Driscoll, Ágrip af Nóregskonungasǫgum, Viking Society for Northern Research, Text Series 10, seconda edizione, 1995 (disponibile online su the Viking Society for Northern Research)
- Theodoricus monachus, Historia de Antiquitate Regum Norwagiensium, capitolo 21; traduzione: David e Ian McDougall, The Ancient History of the Norwegian Kings, Viking Society for Northern Research, 1998
- Helgisaga Óláfs konungs Haraldssonar, capitolo 71
- Morkinskinna; edizione: Finnur Jónsson, Morkinskinna, Copenhagen, Samfund til udgivelse af gammel nordisk litteratur, 1932
- Adamo da Brema, Gesta Hammaburgensis Ecclesiae Pontificum
- La Cronaca di Ugo il Candido (Ugo di Remiremont)

### Fonti secondarie
- "Ælfgifu 1", "Ælfhelm 17", "Wulfrun", "Wulfric 52", su Prosopography of Anglo-Saxon England
- Campbell, M.W., "Queen Emma and Ælfgifu of Northampton. Canute the Great's women", in Medieval Scandinavia 4, 1971, pp. 60–79
- Rognoni, L., Presenza e azione di Ælfgifu di Northampton, regina madre e reggente nell'Impero del Nord di Canuto il Grande (1013–1040); tesi di laurea disponibile online
- Stenton, Frank, Anglo-Saxon England, Oxford, 1971, pp. 397–398
- Stevenson, W.H., "An alleged son of King Harold Harefoot", in English Historical Review, numero 28, 1913, pp. 112 – 117